# Социальная защита

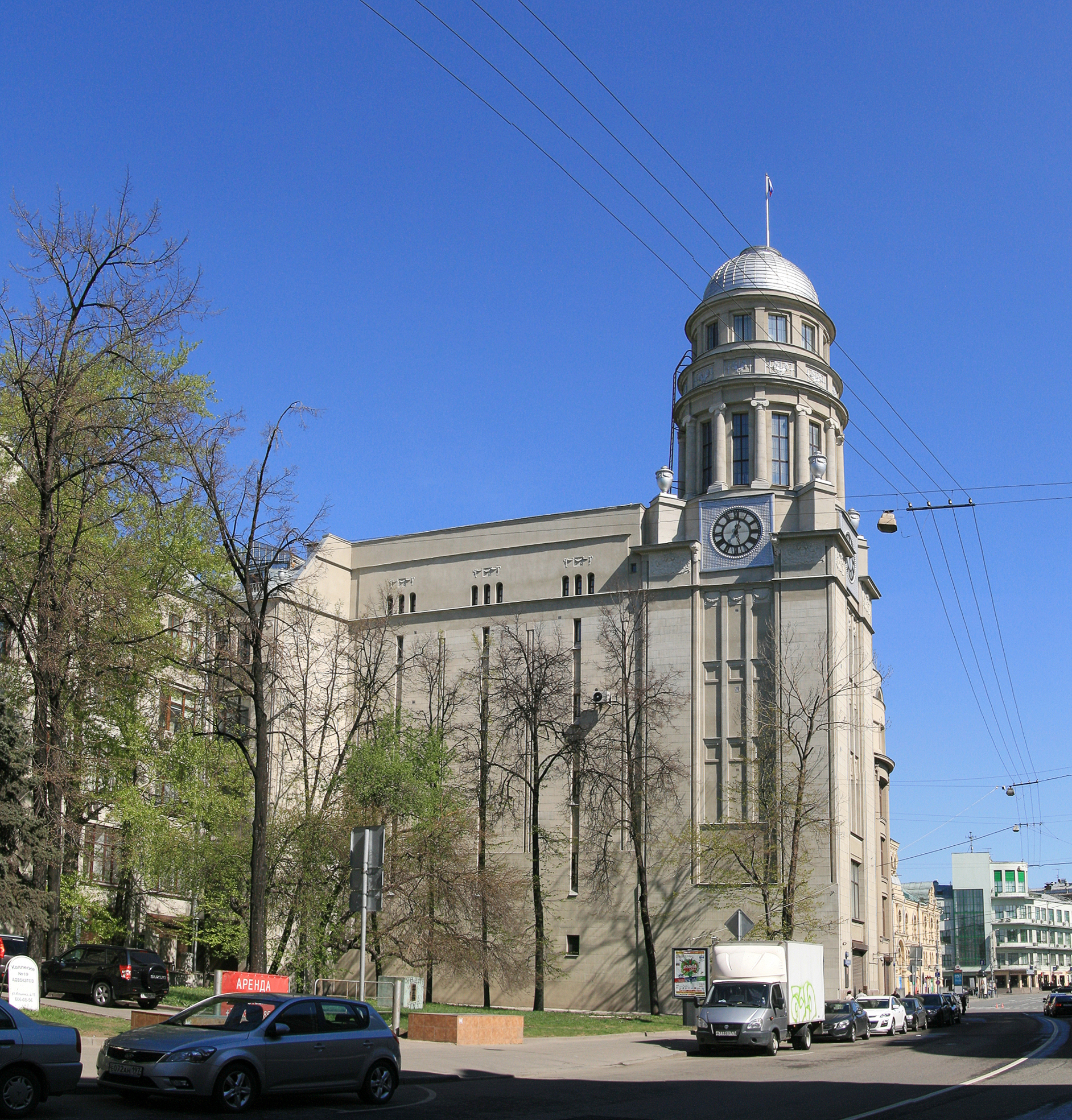
Министерство труда и социальной защиты России

Социа́льная защи́та (англ. social protection) (по Британской энциклопедии) — тип государственной поддержки, предназначенной для обеспечения того, чтобы члены общества могли удовлетворять основные потребности человека, такие как еда и кров. Согласно Большой российской энциклопедии (БРЭ), социальная защита в широком смысле — совокупность социальных институтов, ориентированных на помощь населению, а в узком смысле — это государственная система мер помощи и поддержки граждан, пострадавших от реализации социальных рисков или оказавшихся в трудной жизненной ситуации.
Основными формами социальной защиты являются: социальное обеспечение; социальная помощь; социальная поддержка.

## Меры социальной защиты
Выделяются следующие меры социальной защиты:
- Конституционные меры (утвержденные на законодательном уровне):

- меры охраны труда и здоровья людей;
- установление гарантированного минимального размера оплаты труда;
- обеспечение государственной поддержки семьи, материнства, отцовства и детства, инвалидов и пожилых граждан;
- развитие системы социальных служб;
- установление государственных пенсий и пособий;
- другие меры.

- Иные меры:

- денежные пособия, в том числе субсидии и единовременные (разовые) выплаты;
- местные доплаты до прожиточного минимума;
- программы борьбы с бедностью, в том числе адресные, с оценкой нуждаемости, по социальным контрактам;
- социальные услуги;
- меры по содержанию, обслуживанию, воспитанию, консультированию, обучению и сопровождению детей;
- социальные льготы;
- медицинская, социальная, трудовая, психологическая адаптация и реабилитация;
- геронтологическая помощь;
- содержание в стационарных и нестационарных учреждениях социального обслуживания;
- содержание в хосписах;
- предоставление продовольственной помощи и обеспечение жизненно необходимыми товарами;
- помощь в получении образования и профессиональной подготовки;
- благотворительность;
- другие меры.

## Модели социальной защиты
- Немецкая (бисмарковская) предусматривает обеспечение социальных прав в соответствии с отчислениями, которые уплатил человек на протяжении всей активной жизни. Для семей с ограниченными возможностями существуют различные государственные программы.
- Английская (бевериджская) предусматривает предоставление социальной помощи в минимальных размерах независимо от принадлежности к какой-либо категории.
- Корпоративная предусматривает предоставление социальной помощи непосредственно от компаний в пользу работника
- Смешанная сочетает в себе различные соотношения признаков иных моделей

## Виды социальной защиты
Государственные формы:
- Доступное здравоохранение;
- Льготы;
- Доступное образование;
- Пенсионное обеспечение;
- Система социального обслуживания и предоставления социальных услуг;
- Меры социальной поддержки.

Не государственные формы:
- Добровольное социальное страхование;
- Благотворительность;
- Частные системы здравоохранения и др.

## Социальная защита в Российской Федерации
В Российской Федерации предоставление социальной защиты регулируется Федеральным законом «Об основах социального обслуживания населения в Российской Федерации».
Система социальной защиты включает действие бюджетных и внебюджетных фондов на федеральном, региональном и местном уровнях.
Государственные внебюджетные фонды, обеспечивающие социальную защиту в РФ:
- Фонд пенсионного и социального страхования Российской Федерации
- Фонд обязательного медицинского страхования.

### Награды
Гражданам России, работающим в области социальной защиты населения не менее 15 лет, может быть присвоено почётное звание «Заслуженный работник социальной защиты населения Российской Федерации».